# Hebreus africans
Hebreu africà (també hebreu negre, hebreu israelita africà i hebreu negre) és un terme general per a diverses sectes religioses d'origen nord-americà des del segle xix entre afroamericans, amb trets del judaisme, cristianisme, o ambdós. La definició d'un «hebreu negre» és molt arbitrària, perquè les idees de les sectes tenen moltes variacions, d'interpretacions molt properes a l'adoració del judaisme establert fins a elles que estan més pròximes al culte de supremacia racial negra. La paraula no és usualment emprada per referir-se a persones negres que s'han convertit a una de les branques establertes del judaisme (ortodox, conservador, o reformat). L'Associació de Jueus Negres el 1998 va calcular que vivien als Estats Units 200.000 negres que es definien com a jueus.

## Raons del fenomen
Des de les esglésies de la minoria negra nord-americana, la identificació simbòlica amb les tribus d'Israel en la Bíblia, en particular la història de l'Èxode, sempre han estat importants em elles sistemes de creença en la veracitat de la fe. Una part minúscula entre els afroamericans havien reclamat ser els autèntics hereus dels israelites. L'Església del Déu i els Sants de Crist (anglès: Church of God and Saints of Christ), fundada en 1896, va ser la primera coneguda a declarar que els negres són «hebreus». En el seu culte van tenir lloc rituals similars als del judaisme (com la circumcisió) i també el cristianisme (baptisme).
El renom d'hebreu negre pot ser aplicat a molts tipus de persones. Segons l'històric afroamericà James Tinney, hi ha tres tipus primaris: Els jueus negres que tenen arrels cristianes i aspectes de culte jueus; hebreus negres que són més orientats al judaisme; i israelites negres que tenen caràcter més nacionalista amb poques arrels en el judaisme.